# Claudio Poggi
Claudio Javier Poggi (Alcira Gigena, Córdoba, 7 de octubre de 1969) es un político y contador público argentino, actual gobernador de la provincia de San Luis por Juntos por el Cambio (JxC). Anteriormente se desempeñó como senador nacional (2017-2021), diputado nacional (2003-2009, 2015-2017 y 2021-2023) y gobernador de la provincia de San Luis (2011-2015).

## Biografía

### Comienzos
Nació en Alcira Gigena, una localidad cordobesa próxima a la ciudad de Río Cuarto, en donde se destacó como dirigente estudiantil al conducir la organización Franja Morada en la Facultad de Ciencias Económicas de la Universidad Nacional de Río Cuarto, donde consiguió el máximo cargo en la representación de los estudiantes de esa casa de estudios. Llegó a la ciudad de San Luis a mediados de la década de 1980 con una empresa que se radicó en el Parque Industrial.
Contador, casado y con dos hijos, inició su carrera en el sector público en agosto de 1991, como representante de San Luis en el Consejo Federal de Inversiones (CFI) durante la gobernación de Adolfo Rodríguez Saá. Entre 1995 y 1999 fue subsecretario de Hacienda provincial. A partir de diciembre de 1999 y hasta febrero de 2001, estuvo al frente del Ministerio de Hacienda y Obras Públicas de San Luis.
Cuando Adolfo Rodríguez Saá ejerció, en forma interina, la presidencia de la Nación, entre el 23 y el 30 de diciembre de 2001, lo sumó a su equipo de trabajo como subsecretario de Coordinación Interministerial de la Jefatura de Gabinete.

### Ministro provincial
Durante el mandato de Alicia Lemme como gobernadora de San Luis (diciembre de 2001 a mayo de 2003), se desempeñó como ministro de Economía y Producción entre febrero de 2002 y mayo de 2003.
Desde diciembre de 2003 a junio de 2009 ocupó una banca en la Cámara de Diputados de la Nación con licencias para ocupar los cargos de Ministro de Obras Públicas primero y de Turismo después, ambos bajo la gestión de Alberto Rodríguez Saá como gobernador de San Luis. 
En diciembre de 2009 asumió como diputado provincial y desde entonces ejerció la presidencia de la Cámara. En julio de 2010 tomó licencia como legislador para asumir la Jefatura de Gabinete de Ministros de la Provincia.

### Gobernador de San Luis (2011-2015)
El 16 de junio de 2011 renunció a su banca de diputado, que vencía en diciembre de 2013, para dedicarse de lleno a la campaña como precandidato a gobernador y a su cargo en el ejecutivo provincial.
En las elecciones primarias del 14 de agosto de 2011 la fórmula de la Alianza Compromiso Federal que integró, junto a Jorge Raúl Díaz como precandidato a vicegobernador, resultó primera con el 56,1% de los votos, seguida por la del Frente para la Victoria (Alfonso Vergés-Diego Sáber) con el 22% y la del Frente Unidos por San Luis (José Riccardo-Facundo Endeiza) con el 20,5%.
En los elecciones del 23 de octubre de 2011, se consagró Gobernador de San Luis para el periodo 2011-2015, tras obtener el 57 por ciento de los votos.
Poggi asumió su cargo el 10 de diciembre de 2011, desde entonces continúa las políticas públicas vigentes en la provincia de San Luis desde el retorno a la democracia, en consonancia con su compromiso de campaña electoral, perteneciendo al mismo partido político del de sus gobernadores predecesores. 
El 23 de abril de 2013 fue condecorado con la medalla de honor de oro de la Orden de San Lázaro de Jerusalén, que recibió de manos del duque de Sevilla, Francisco de Borbón, que es el Gran maestre de la Orden. Le fue concedida por las políticas ambientales que llevó adelante la provincia.

### Diputado Nacional (2015-2017 / 2021-2023)
En 2015 ante la candidatura de Alberto Rodríguez Saá a gobernador, Poggi decidió no ir por su reelección, se presentó como candidato a Diputado Nacional y encabezó la lista de Compromiso Federal. Esta lista obtuvo mucho más votos que la de Rodríguez Saá, lo que se debe a un gran corte de boleta en favor del entonces mandatario.
El 22 de febrero de 2016 dejó de pertenecer al bloque Compromiso Federal para conformar un bloque unipersonal en la Cámara de Diputados de la Nación llamado "Avanzar San Luis". En las elecciones PASO 2021 Poggi ganó con un 37,47% en la categoría de Diputados Nacionales.

### Gobernador de San Luis (2023-presente)
En las elecciones provinciales de 2023 fue elegido nuevamente gobernador de San Luis, cargo que asumió el 10 de diciembre de 2023.